# Albert König (Politiker, 1874)
Albert König (* 25. Juli 1874 in Warburg; † 27. März 1935 in Kassel) war ein deutscher Eisenbahnarbeiter und Mitglied der Verfassunggebenden Landesversammlung. 

## Leben
Albert König wechselte im April 1899 seinen Wohnsitz von Hüsten nach Kassel, um dort eine Tätigkeit als Eisenbahn-Lademeister aufzunehmen. Nach mehreren Wechseln seiner Dienststelle wurde er 1919 Oberbahnassistent in Kassel, wo er bis zu seinem Tod im Jahre 1935 eingesetzt war. 
König war politisch engagiert und Mitglied der Deutschen Demokratischen Partei. Am 2. Oktober 1919 wurde er als Nachfolger von Ludwig Heilbrunn Mitglied der Verfassunggebenden Landesversammlung, deren Aufgabe die  Erarbeitung und Verabschiedung einer Verfassung war.
König hatte sein Mandat aus dem Wahlkreis 19 (Hessen-Nassau) erhalten und war bis 1921 in dem Gremium. 